# Torre Picentina (Salerno)
La Torre Picentina è una torre costiera edificata nel XVI secolo a difesa di Salerno contro le incursioni e le devastazioni turche. La torre era parte dell'antico sistema difensivo della Costiera Amalfitana e della città di Salerno.

## Storia
La torre Picentina si trova nel limite meridionale del comune di Salerno, vicino alla foce del fiume Picentino.
La struttura storica è di dimensioni ridotte e fa parte integrante di un sistema di fortificazioni ben calcolato e razionalizzato, realizzato sotto il Viceregno spagnolo per volere di Don Pedro da Toledo, il cui complesso abbraccia l’intera costa dell’Italia centro-meridionale. Disposte sempre in comunicazione visiva e suddivise in quattro tipi a seconda delle funzioni svolte, le torri possono essere catalogate in: Semaforiche, di Avvistamento, (che disponevano di un presidio armato), di Sbarramento, (disposte sul litorale o alla foce dei fiumi anch’esse munite di presidio) e Cavallare, da cui partivano i messaggeri a cavallo per avvertire il castello o la fortificazione più vicina in caso di attacco o di incursioni saracene. La torre in questione appartiene all’ordine delle torri di “Sbarramento” come tutte quelle poste a sud di Salerno, lungo la Piana del Sele.
La torre Picentina (detta anche "Vicentina") risulta a pianta circolare con base di diametro di 10 metri circa (struttura tronco-conica), con 11 troniere (feritoie praticate nella parte alta delle torri per le bocche da fuoco) disposte a raggiera, molto simile a quella successiva posta più a sud in prossimità del fiume Tusciano, mentre risulta dissimile rispetto a quella posta a nord, detta Torre Angellara, che si presenta a pianta quadrata con 5 caditoie. La Vicentina è composta da due ambienti sovrapposti aventi volta ribassata collegati tra di loro da una scala interna, mentre le pareti hanno uno spessore di 3,5 metri circa, composte da pietrisco di fiume e malta con la presenza anche di blocchi di tufo, mentre sulle pareti esterne ritroviamo pietrame grossolano. La torre è totalmente priva di intonaco, mentre le troniere sono state realizzate con pietre di travertino. Alla sommità della torre ritroviamo, inoltre, un corpo di fabbrica piuttosto recente a forma quadrangolare con pilastrini in cemento armato.
La struttura attualmente appartiene a privati, ma risulta completamente abbandonata e parzialmente sommersa dalla rigogliosa vegetazione.